# São João da Ponta
São João da Ponta é um município brasileiro do estado do Pará. Localiza-se a uma latitude 00º50'59" sul e a uma longitude 47º55'12" oeste, estando a uma altitude de 34 metros. Sua população estimada em 2016 era de 5 884 habitantes. Possui uma área de 196,9739 km².

## História
Foi elevado à categoria de município com a denominação de São João da Ponta, pela lei estadual nº 5920, de 27 de dezembro de 1995, desmembrado de São Caetano de Odivelas.